# Enigmail
Enigmail是邮件客户端Interlink Mail & News, Postbox, SeaMonkey and Epyrus的一个插件，基于GnuPG程序提供用户电子邮件的加密和签名功能。Enigmail可以在Microsoft Windows、Linux和Mac OS X操作系统下运行。从Thunderbird68版本后不能支持Enigmail，且68版本的
Thunderbird已经从2021年10月1号起不再对68版本提供技术支持。

系统要求:

Windows

Windows 8.1, 10或11

macOS

macOS 10.12及以上版本

Linux

能够支持安装Interlink Mail & News, SeaMonkey或Epyrus的发行版

主要功能:

- 发送邮件时加密与签名邮件，接受邮件时解密与认证邮件
- 支持inline-PGP (RFC 4880)和PGP/MIME (RFC 3156)
- 基于账户的加密与签名定义
- 自动选择密钥，激活或关闭加密与签名基于收件人规则
- OpenPGP密钥管理界面

Enigmail由Ramalingam Saravanan首次发布于2001年，2003年以来由Patrick Brunschwig维护。Enigmail和GNU Privacy Guard都是是自由的开放源代码软件。